# 연풍군
| Daedongyeojido (Gyujanggak) 14-04.jpg |
| Daedongyeojido (Gyujanggak) 15-03.jpg |

연풍군(延豊郡)은 한국의 옛 행정 구역이다. 현재의 소조령 너머인 수안보면을 비롯하여 괴산군의 동부 지역을 관할하였다. 이 지역의 언어권은 충주 방언권에 속한다.

## 역사
연풍은 고구려의 상모현(上芼縣)으로 고려 현종 9년(1018년)에 장연(長延)으로 고치고 장풍현(長豊縣)과 같이 충주에 속하였다. 조선 태조 3년(1394년) 2현을 합하여 감무를 두고 장풍현이라 칭하였으며 태종 3년 연풍으로 고쳤고 1413년 현감을 두었다. 1895년 군이 되었다가 1914년 괴산군에 합하였다.

## 1914년 이후
장연, 상모, 연풍 3면의 이름은 군의 옛 명칭에서 차용한 것이다. 
| 조선총독부령 제111호 |                   |                                                                        |             |
| 구 행정구역          | 신 행정구역       | 신 행정구역                                                            | 신 행정구역 |
| 현내면(縣內面)       | 연풍면(延豊面)    | 갈금리, 분지리, 삼풍리, 원풍리, 유상리, 유하리, 적석리, 주진리, 행촌리 |             |
| 면의면(勉儀面)       | 장연면(長延面)    | 광진리, 방곡리, 오가리, 조곡리, 추점리                                 |             |
| 장풍면(長豐面)       | 장연면(長延面)    | 비도리, 송덕리, 장암리, 태성리                                         |             |
| 고사리면(古沙里面)   | 상모면(上芼面)[2] | 미륵리, 사문리, 안보리, 온천리, 화천리                                 |             |
| 수회면(水回面)       | 상모면(上芼面)[2] | 고운리, 문강리, 수회리, 중산리, 토계리                                 |             |